# Мандевилла
Мандевилла (лат. Mandevilla) — род вьющихся цветковых растений семейства Кутровые (Apocynaceae). Некоторые виды — популярные садовые и оранжерейные растения.
Ареал рода охватывает Центральную и Южную Америку.

## Название
Своё научное название род получил в честь Генри Дж. Мандевилля (1773—1861), английского дипломата и садовода, служившего в Буэнос-Айресе). Среди синонимов названия рода — Дипладения (Dipladenia), в переводе с греческого означает — «имеющая двойные железки» (нектарники)).
Среди общеупотребительных названий растения — бразильский бальзамин, бразильский жасмин, чилийский жасмин, боливийская роза, мексиканское дерево любви.
В синонимику рода входят следующие названия:
- Amblyanthera Müll.Arg.
- Dipladenia A.DC.
- Eriadenia Miers
- Laseguea A.DC.
- Mitozus Miers
- Salpinctes Woodson

## Биологическое описание
Представители рода — быстрорастущие вечнозелёные вьющиеся или цепляющиеся лианы с деревянистым стеблем и глянцевыми ярко-зелёными листьями.
Листья у растения — супротивные, овальные. Имеется ядовитый белый млечный сок.
Цветки белые, розовые или тёмно-розовые, трубчатые, у некоторых видов ароматные, появляются на растениях в большом количестве. Диаметр цветков может достигать 10—12 сантиметров.

## Культивирование
Виды рода Мандевилла используют как садовые, а также как контейнерные растения. Цветут крупными (до 10 см диаметром) «граммофонами» белого, красного или розового цвета, начиная с молодого возраста (в первый же год). Если цветок мысленно уменьшить в размере, то он станет похож на цветок олеандра. Если растение регулярно обрезать, то можно вырастить его в виде куста, а не в виде лианы, но при этом не всегда получится заставить его цвести, поскольку цветы появляются лишь на молодых побегах, и не сразу, а когда побег достигнет определённой длины. Поэтому удобнее её формировать, завивая вокруг опоры.
Растение любит рыхлую почву, умеренный полив, влажный воздух и много-много света (при недостатке света междоузлия удлиняются, и растение практически не цветёт), но с притенением от полуденных прямых солнечных лучей. При наличии опоры растёт намного быстрее, чем без неё.
К наиболее эффектным экземплярам мандевиллы следует отнести, кроме многочисленных новых гибридов, Mandevilla sanderi 'Rosea' с большими тёмно-красными цветками с жёлтой серединкой. Период цветения при обеспечении растению правильного ухода продолжается полгода — с мая по ноябрь, а отдельные цветки держатся свыше двух недель.
Лучше всего это тропическое растение, нуждающееся в высокой влажности воздуха, чувствует себя в закрытом «цветочном окне».
Местоположение
Как можно более светлое, но не солнечное. Недостаток света отрицательно влияет на цветки. В период зимнего покоя растение должно находиться в прохладном месте, при температуре 12-15 градусов. В остальное время его можно выращивать при комнатной температуре.
Полив
За исключением периода покоя, когда полив ограничен, почва постоянно должна быть влажной, однако не следует допускать избытка воды в горшке. Поливают водой с малым содержанием извести.
Размножение
Верхушечными черенками молодых побегов. Лучше всего укоренять черенки в рассадовыгоночной теплице или под плёнкой. Семена высевают весной при температуре 18-23 °C. Для ограничения вертикального роста растения осенью после цветения его следует сильно обрезать, поскольку цветки появляются только на молодых побегах.
Обрезка
Регулярная обрезка стимулирует образование новых побегов, оздоровляя мандевиллу. Обрезку проводят осенью или ранней весной, удаляя слабые и чересчур длинные, неразветвлённые стебли, оставляя 1/3 первоначальной длины. У каждого растения выделяют основные стебли, выбрав 3-5 наиболее сильных, молодых, стеблей. Чтобы стимулировать дальнейший рост стеблей основания, центральный стебель обрезают, оставив 1/3 его первоначальной длины. Разветвлённые ветви обрезают после развилки, также на 1/3.

## Виды
По информации базы данных The Plant List, род включает 191 вид. Некоторые из них:
- Mandevilla acutiloba (A.DC.) Woodson
- Mandevilla andrieuxii (Müll.Arg.) Hemsl.
- Mandevilla convolvulacea (A.DC.) Hemsl.
- Mandevilla foliosa (Müll.Arg.) Hemsl.
- Mandevilla hirsuta (Rich.) K.Schum.
- Mandevilla karwinskii (Müll.Arg.) Hemsl.
- Mandevilla laxa (Ruiz & Pav.) Woodson
- Mandevilla mexicana (Müll.Arg.) Woodson
- Mandevilla oaxacana (A.DC.) Hemsl.
- Mandevilla pohliana (Stadelm.) A.H.Gentry
- Mandevilla rigidifolia J.F.Morales
- Mandevilla sanderi (Hemsl.) Woodson
- Mandevilla splendens (Hook.f.) Woodson
- Mandevilla subsagittata (Ruiz & Pav.) Woodson